# Juncus arcticus
Juncus arcticus — вид багаторічних трав'янистих рослин родини ситникові (Juncaceae). Етимологія: лат. arcticus — «арктичний».

## Опис
Рослина 2–10 дм заввишки. Кореневища довгі, повзучі. Стебла мають циліндричну форму, гладкі, прямовисні, 1–3 мм діаметром. Квіткових стебел дві чи більше на рослину; вони безлисті, циліндричні чи овальні в поперечному перерізі. Листя представлене червонувато-коричневими катафілами. Суцвіття бічні, від 3 до багатоквіткових, 0.6–1 см завдовжки. Квіти малі, 5 трохи більше 5 мм, більш-менш сидячі; листочки оцвітини коричневі. Капсули 3-гніздові або рідко псевдо-3-гніздові, від сплюснутих до вузько яйцеподібних, 3.5–4(4.5) мм, чорні або коричневі. Насіння (30–100) темно-бурштинове, від сплюснутого до еліпсоїдного, 0.4–1 мм, поверхня гладка.

### Підвиди
- Juncus arcticus subsp. alaskanus (Hultén) S.L.Welsh
- Juncus arcticus subsp. arcticus Willd.

## Поширення
Північна Америка: Гренландія, Канада, Аляска; Азія: Росія; Європа: Росія, Австрія, Швейцарія, Фінляндія, Ісландія, Норвегія, Швеція, Італія, Франція, Іспанія. Росте навколо ставків, боліт, вздовж струмків (на мілині), узбереж (в дельтах, або в болотах трохи вище лінії припливу); населяє заволожені ділянки; пісок, глину; місця з низьким вмістом органічних речовин, з високим вмістом органічних речовин; кислі, або вапняні, або невапняні (індеферентний); вид-піонер.

## Галерея

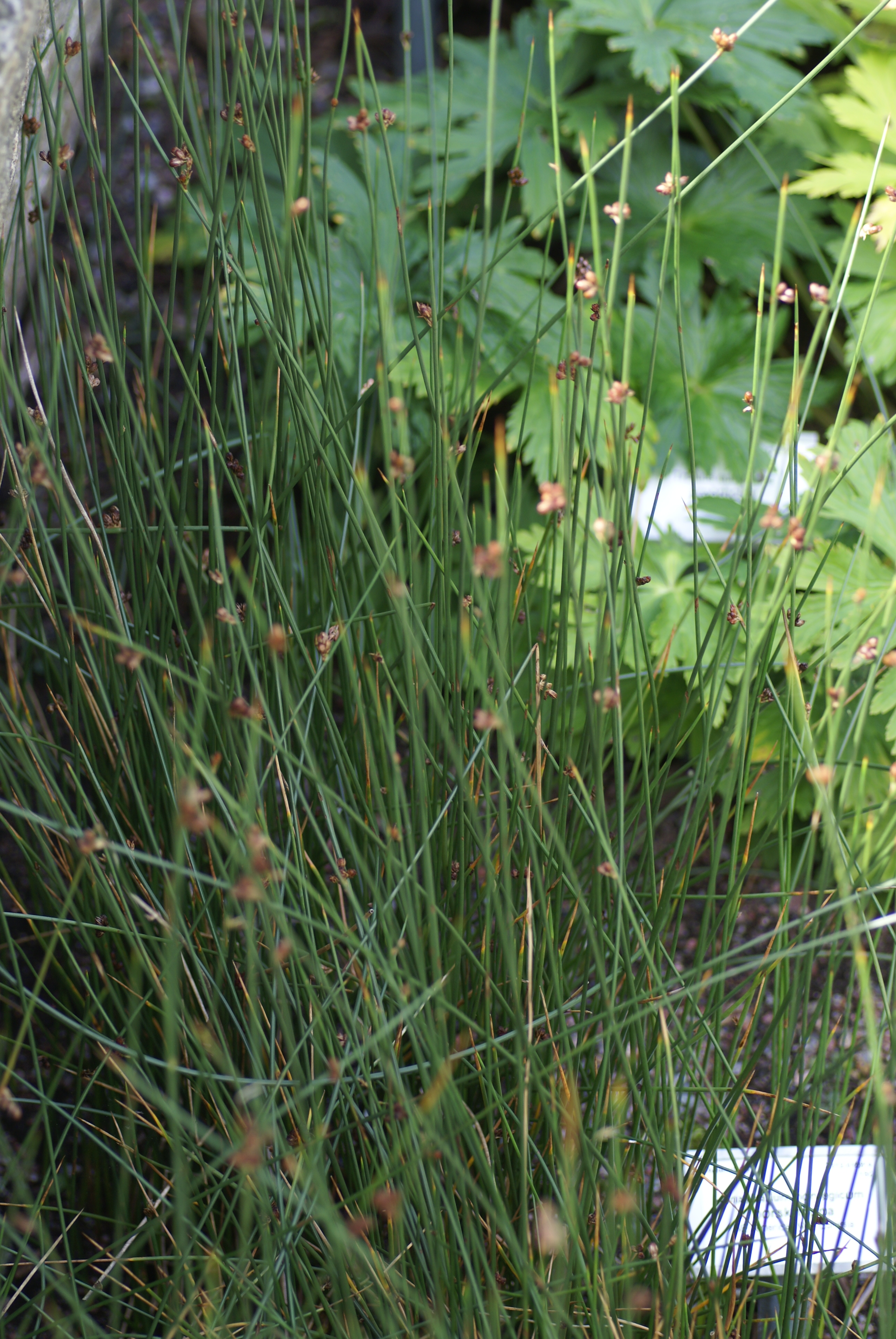
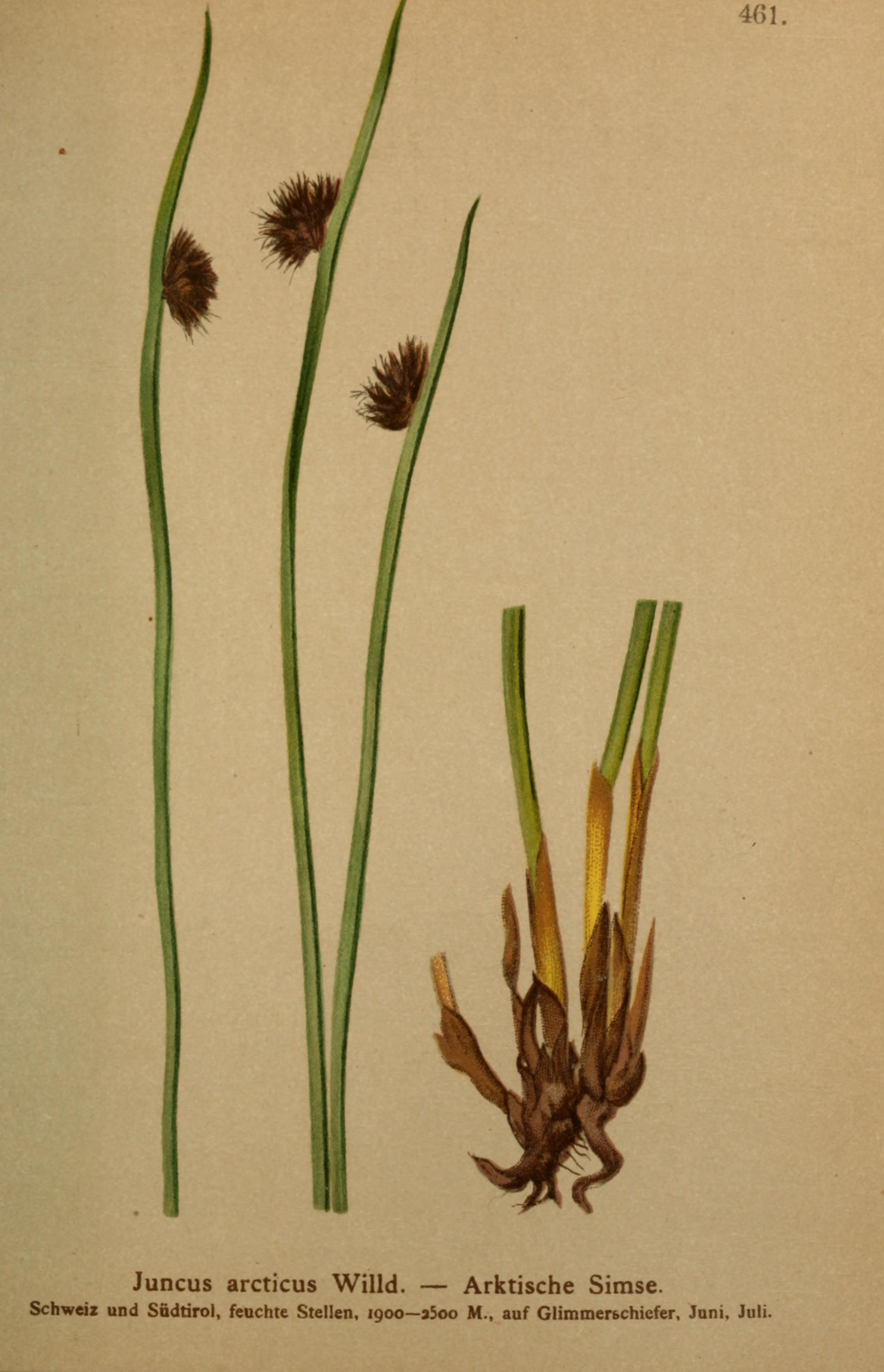